# رینالدو روئدا
رینالدو روئدا (انگلیسی: Reinaldo Rueda؛ زاده ۱۶ آوریل ۱۹۵۷) یک مربی فوتبال اهل کلمبیا است. او هم‌اکنون هدایت تیم ملی فوتبال کلمبیا را بر عهده دارد.